# Helius (Helius) boops
Helius (Helius) boops is een tweevleugelige uit de familie steltmuggen (Limoniidae). De soort komt voor in het Oriëntaals gebied.